# Rudy Mbemba
Rudy Mbemba (* 29. August 1987 in Spånga) ist ein schwedischer Basketballspieler, der 39-mal für die schwedische Nationalmannschaft auflief. Er galt als eines der größten Basketballtalente, die Schweden jemals herausgebracht hat.

## Laufbahn
Mbemba, dessen Eltern aus der Demokratischen Republik Kongo stammen, begann seine Profilaufbahn 2003 beim schwedischen Club 08 Stockholm, wechselte 2004 zum spanischen Zweitligisten U.B. La Palma und kehrte im Januar 2005 in seine Heimat Stockholm zurück.
Ab Oktober 2005 spielte er beim deutschen Bundesligisten Skyliners Frankfurt. Die Stärken des 1,78 m großen auf der Guard-Position spielenden Rudy Mbemba waren eine enorme Sprungkraft, eine spektakuläre Spielweise und sein schnelles Passspiel. Er lief bis zum Ende der Saison 2006/07 in 42 Bundesligaspielen für Frankfurt auf, seine Bestleistung in der Liga waren 14 Punkte im Spiel gegen Quakenbrück im Dezember 2006. Im Spieljahr 2007/08 verstärkte er den schwedischen Erstligisten Solna Vikings und gewann mit der Mannschaft den Meistertitel.
Er versuchte anschließend erneut, im Ausland Fuß zu fassen: Während der Saison 2008/09 stand Mbemba bei Vanoli Soresina (italienische Lega2) unter Vertrag, zu Saisonbeginn 2009/10 gehörte er zum Aufgebot des griechischen Erstligisten Peristeri Athen, kehrte aber noch im Herbst 2009 nach Schweden und zu den Solna Vikings zurück.
Ab 2010 folgten weitere Stationen in seinem Heimatland, nämlich Sundsvall Dragons, LF Basket, White Eagles Stockholm. Nach einem kurzen Abstecher zum mazedonischen Verein KK Rabotnicki AD Skopje zu Beginn der Saison 2013/14 war er wieder in Schweden aktiv, spielte für die White Eagles Stockholm, wurde 2014 aber wegen verpasster Dopingkontrollen für zwei Jahre gesperrt. 2016 kehrte er nach dem Ende der Sperre aufs Spielfeld zurück, spielte für A.S.S. Sale in Marokko sowie nachfolgend in Schweden für Umeå BSK und die Södertälje Kings.